# Sound Blaster
Sound Blaster (SB) är ett varumärke och namnet på en serie ljudkort skapat av det Singapore-baserade företaget Creative Labs.

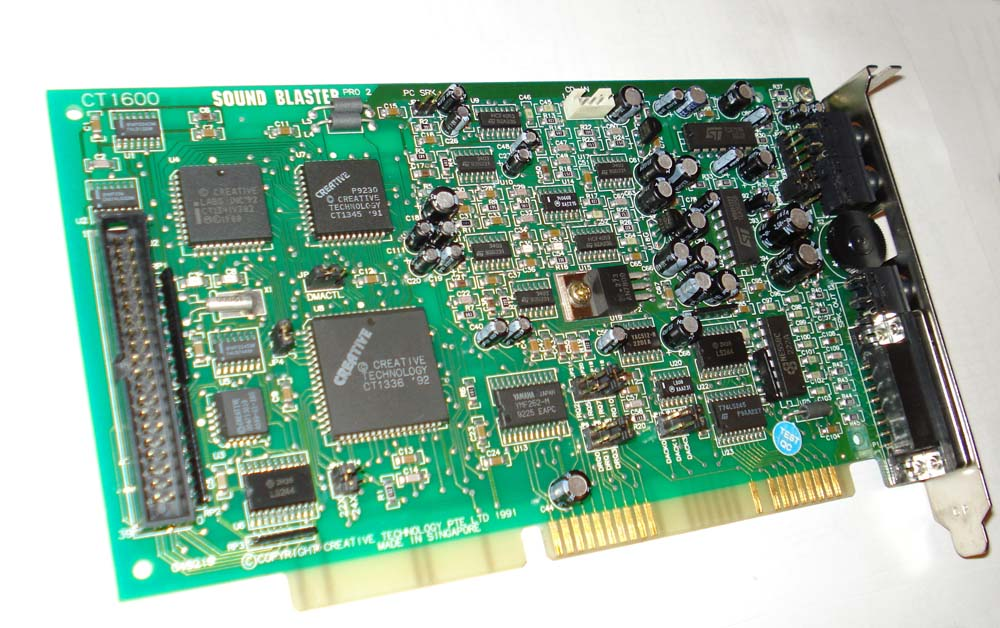
Soundblaster Pro

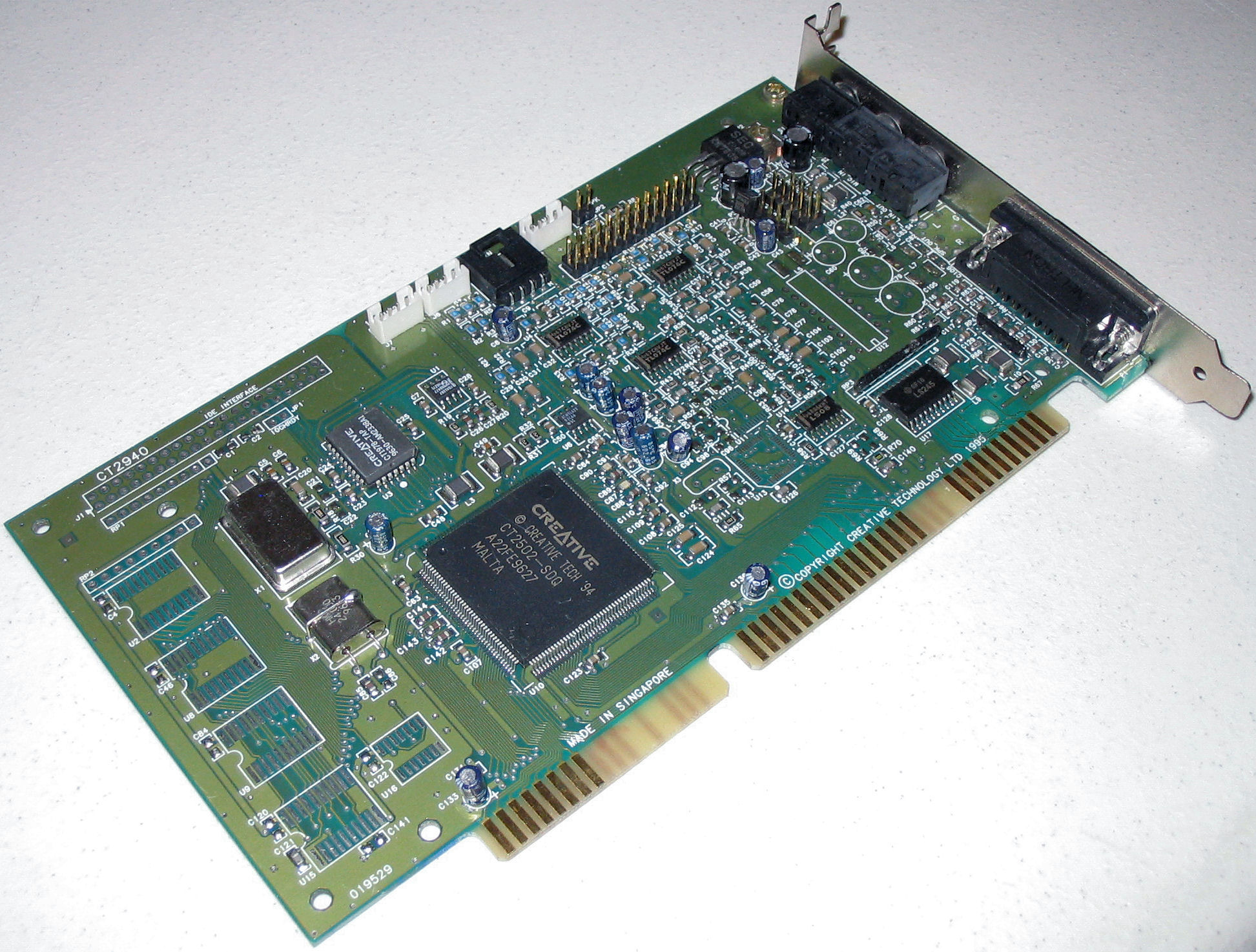
Soundblaster 16

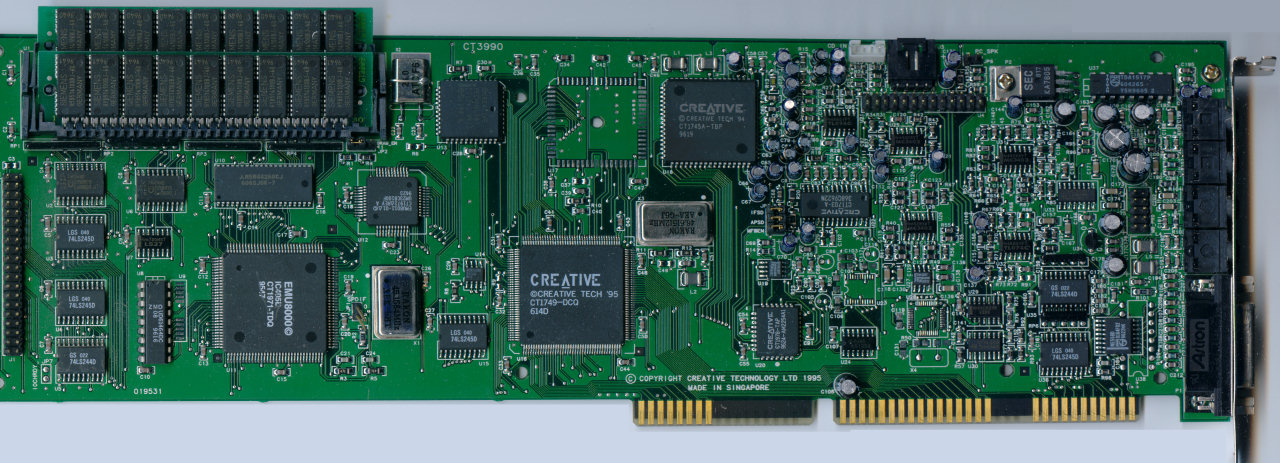
Soundblaster AWE-32

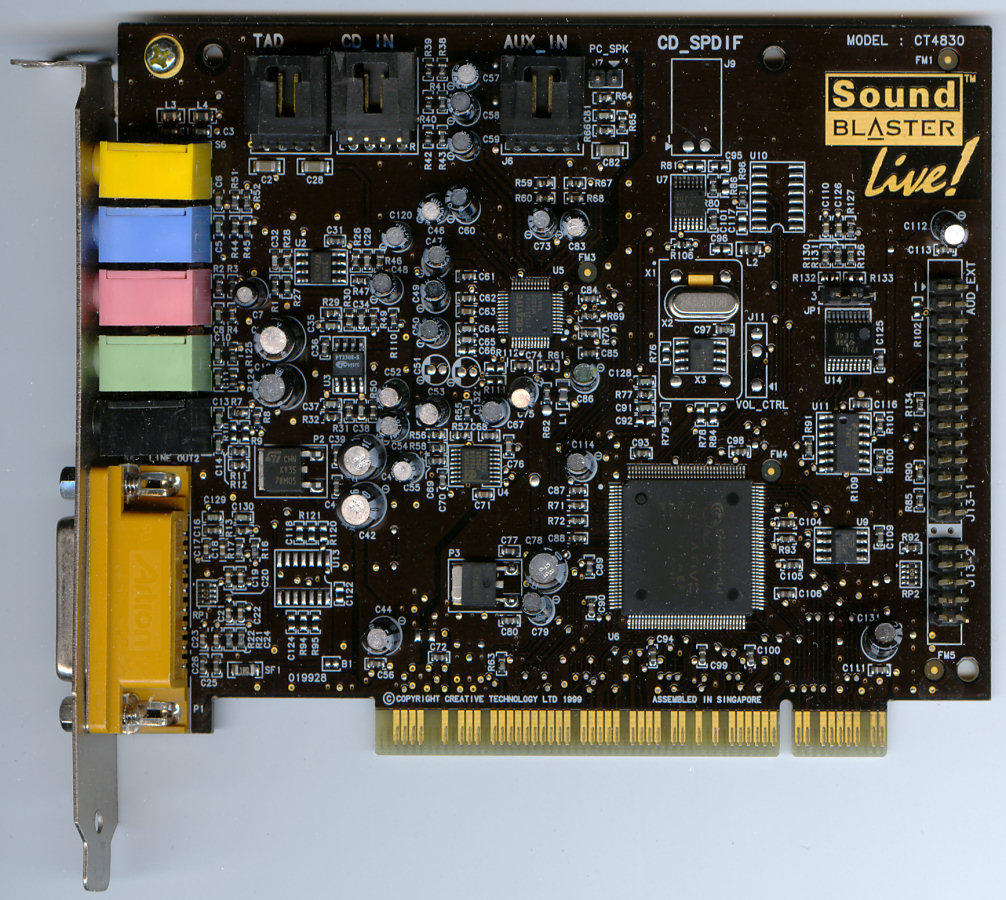
Soundblaster Live!

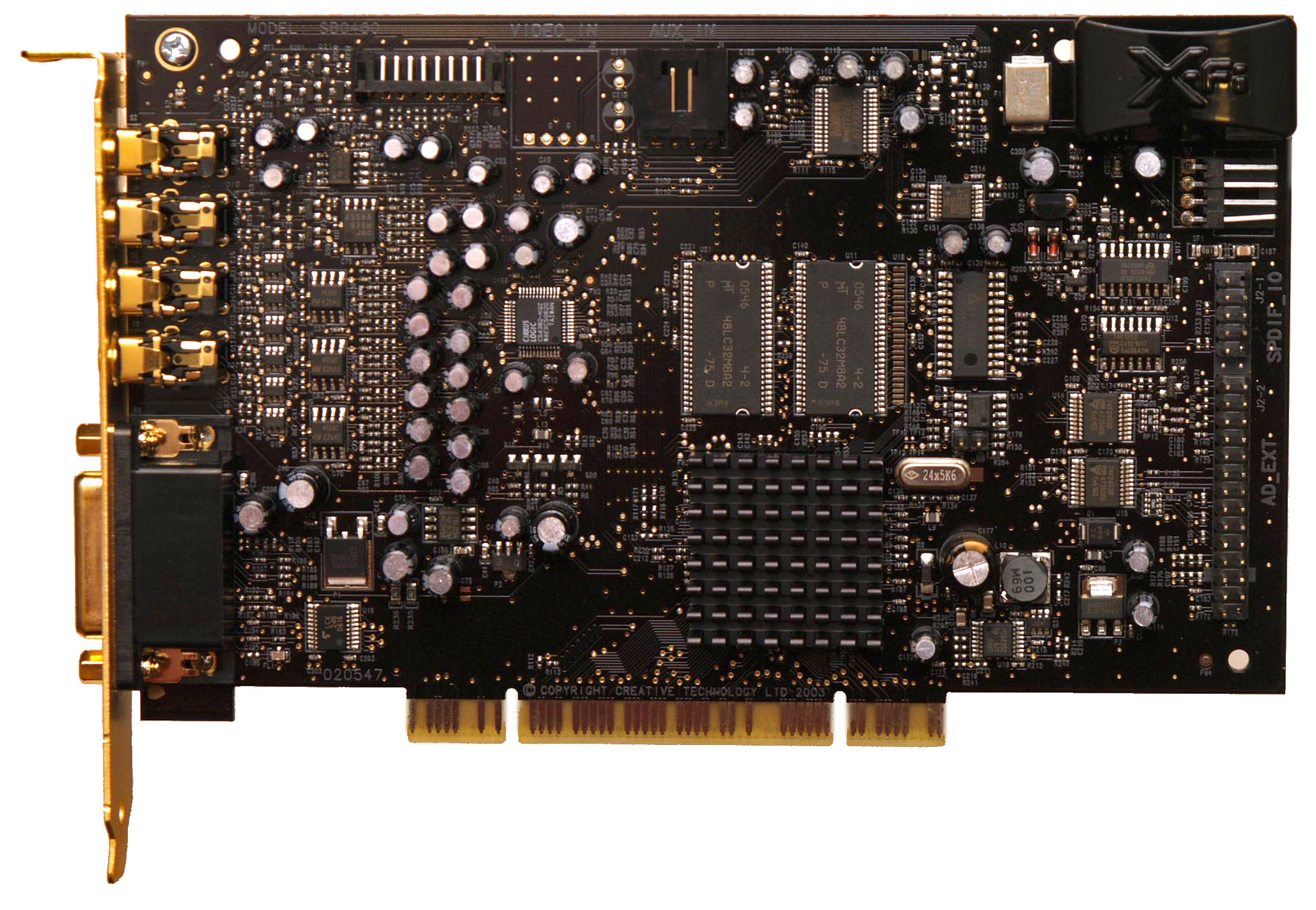
Soundblaster X-Fi

Det var i många år de facto-standarden för digitalt ljud på PC-datorer, i synnerhet modellerna Sound Blaster Pro och Sound Blaster 16. Övriga tillverkares ljudkort var, med få undantag, Sound Blaster-kompatibla eftersom nästan alla spel hade drivrutiner för dessa ljudkort. Sound Blaster var i sin tur kompatibel med de AdLib-ljudkort som fanns på marknaden ännu tidigare.
Det första Sound Blaster ljudkortet kom ut på marknaden i november 1989.